# Cenon
Cenon este un oraș Franța, în departamentul Gironde, în regiunii Aquitania. Face parte din aglomerația orașului Bordeaux.
1. ↑   https://www.cenon.fr/la-mairie/conseil-municipal/les-elus Lipsește sau este vid: |title= (ajutor)
2. ↑  répertoire géographique des communes, accesat în 26 octombrie 2015
3. ↑  dataset of postal codes in France, 1 octombrie 2018